# Agrotis innominata
Agrotis innominata là một loài bướm đêm trong họ Noctuidae.